# 裴堅 (吳越國)
裴坚（897年—952年），字廷实，浙江湖州人。五代十国时吴越国官员，吴越忠懿王时丞相。父亲裴光庭。
裴坚年轻时明敏，善於写文章，长大後，有知人之鉴。历事文穆王钱元瓘、忠逊王錢弘倧、忠懿王钱俶等人，他多行善政，条教有方。官至礼部尚书、中书令，拜吴越国丞相。后周广顺二年（952年）九月卒，时年五十六岁，谥号“文宪”。